# Mona Lisa Overdrive (album)
Mona Lisa Overdrive è il tredicesimo album in studio del gruppo musicale giapponese Buck-Tick, pubblicato nel 2003.

## Tracce
1. Nakayubi (ナカユビ) (testo: Imai – musica: Imai)
2. Buster (testo: Imai – musica: Imai)
3. Zangai -Shape 2- (残骸-Shape2-) (testo: Sakurai – musica: Imai)
4. Limbo (testo: Sakurai – musica: Imai)
5. Mona Lisa (testo: Imai – musica: Imai)
6. Girl -Shape 2- (testo: Imai – musica: Imai)
7. Sid Vicious on the Beach (testo: Imai – musica: Imai)
8. Black Cherry (testo: Sakurai & Hoshino – musica: Hoshino)
9. Genzai (原罪) (testo: Sakurai – musica: Imai)
10. Monster (testo: Sakurai – musica: Hoshino)
11. Ai no Uta (愛ノ歌) (testo: Sakurai – musica: Imai)
12. Continuous (musica: Imai)

## Formazione
- Atsushi Sakurai - voce
- Hisashi Imai - chitarra, voce
- Hidehiko Hoshino - chitarra
- Yutaka Higuchi - basso
- Toll Yagami - batteria